# Wilhelm Kling
Wilhelm („Willi“) Kling (* 7. Februar 1902 in Bammental; † 17. November 1973 in Berlin) war ein KPD-Funktionär und Mitarbeiter im Politbüro des Zentralkomitees der SED in der DDR.

## Leben
Kling absolvierte von 1916 bis 1921 eine Ausbildung zum Kaufmann, war bis 1924 Angestellter in Dortmund, bis 1928 Arbeiter in verschiedenen Bauunternehmen, dort auch Mitglied im Betriebsrat, In den Jahren 1928 und 1929 war er arbeitslos und bis 1933 Redakteur der Zeitung Berlin am Morgen.
Kling war seit 1919 Mitglied des Jugendverbands des Zentralverbands der Angestellten und gab dort die Zeitschrift Aktivist heraus. Von 1922 bis 1924 war Kling Mitglied des „Vereins zur Abwehr des Antisemitismus in Deutschland“ und ab 1923 in verschiedenen Funktionen im Unterbezirk Dortmund, später im Unterbezirk Berlin der KPD aktiv. 1926/27 besuchte er die KPD-Schule des Ruhrgebiets. Während seiner Arbeitslosigkeit schrieb er Beiträge in der KPD-Zeitung Ruhr-Echo.
Ab März 1933 war er in Berlin im illegalen Nachrichtendienst der KPD tätig. Erstmals wurde er im Oktober 1933 verhaftet und bis März 1934 im Columbia-Haus inhaftiert. 1934/35 war er politischer Leiter des KPD-Unterbezirks Berlin-Neukölln (Deckname „Fritz“), bis er im Juli 1935 erneut verhaftet wurde. Im Oktober 1936 wurde er in der letzten öffentlichen Verhandlung des Volksgerichtshofes zu sechs Jahren Zuchthaus verurteilt. Bis 1945 war er u. a. im Strafgefängnis Plötzensee, Zuchthaus Brandenburg-Görden und in Bayreuth sowie in den KZ Aschendorfer Moor, Sachsenhausen und Mauthausen in Haft.

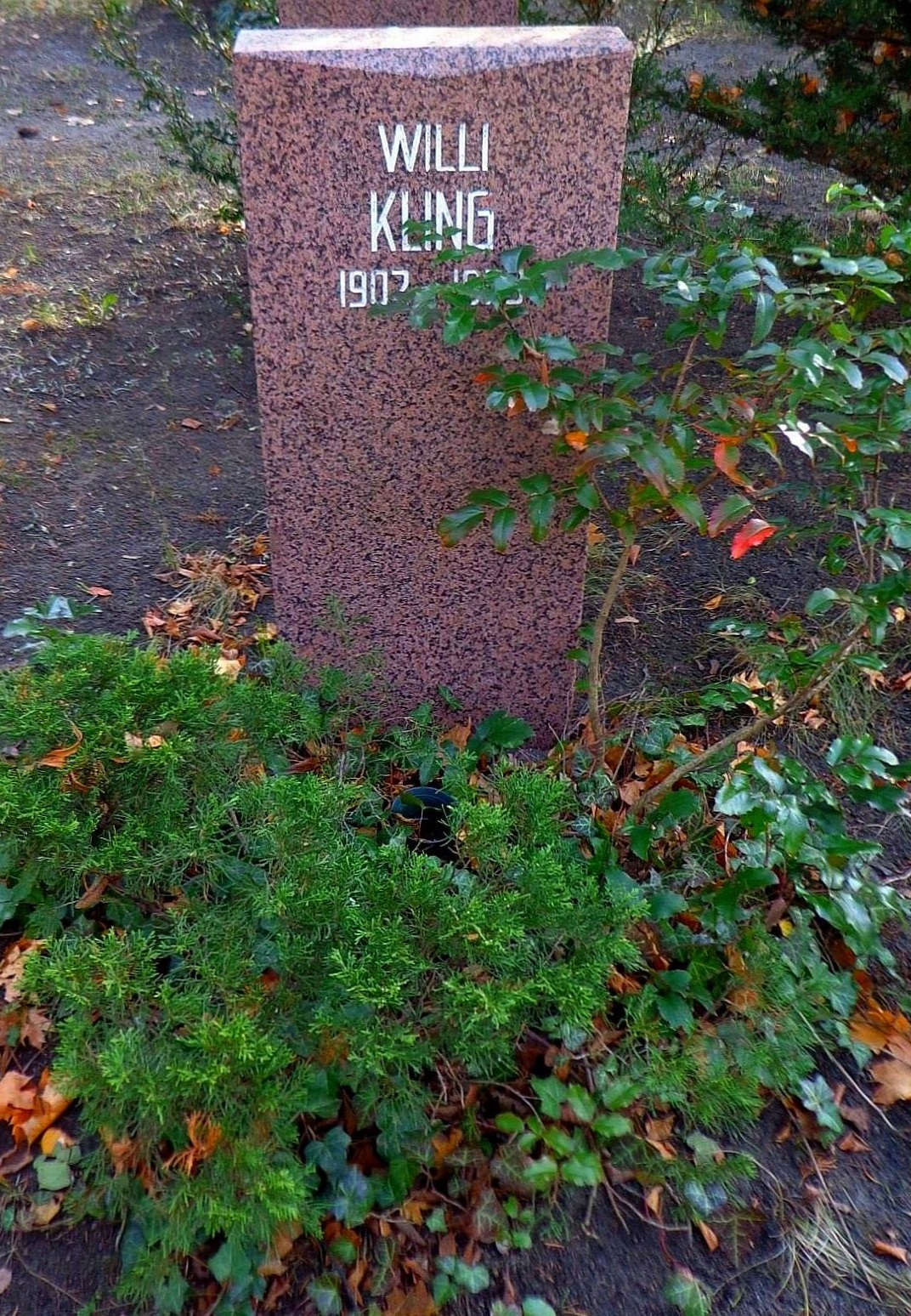
Grabstätte

1945 war er Sekretär der KPD Berlin-Neukölln, anschließend Mitarbeiter und Hauptreferent der Abteilung Wirtschaft des ZK der KPD. Mit der Vereinigung von SPD und KPD zur SED 1946 wurde er Mitglied der SED und übte dort die gleiche Funktion im Zentralsekretariat der SED aus. 1948/49 war Kling Hauptreferent der Abteilung Personalpolitik des ZK der SED. Als Leiter der Unterabteilung „Funktionäre in Staat und Wirtschaft“ war er maßgeblich an der Enteignung von „Konzern- und Kriegsverbrecherbetrieben“ beteiligt. 1950/51 war er Hauptreferent für Wirtschaftsfragen der Abteilung Westkommission des ZK der SED, 1951 Mitarbeiter für westdeutsche Fragen und KPD-Anleitung (Wirtschaftsfragen) in der Abteilung Wirtschaftspolitik des ZK der SED, von 1951 bis 1953 Sektorenleiter in der Abteilung Planung und Finanzen des ZK der SED. Von 1953 bis 1961 war er stellvertretender Direktor des Deutschen Wirtschaftsinstitutes, danach bis 1969 Mitarbeiter der Agitationskommission beim Politbüro des ZK der SED.
Ab 1970 war Kling Rentner und gleichzeitig leitendes Mitglied im Komitee der Antifaschistischen Widerstandskämpfer der DDR.
Kling erhielt 1962 den Orden Banner der Arbeit, 1959 den Vaterländischen Verdienstorden in Silber und 1965 in Gold sowie 1967 den Karl-Marx-Orden. Seine Urne wurde in der Grabanlage Pergolenweg des Berliner Zentralfriedhofs Friedrichsfelde beigesetzt.

## Schriften
- Kleine Geschichte der IG Farben, der Großfabrikanten des Todes, Berlin 1957